# José Velásquez
José Manuel Velásquez Castillo (ur. 4 czerwca 1952 w Limie) – piłkarz peruwiański grający na pozycji defensywnego pomocnika.

## Kariera klubowa
Karierę piłkarską Velásquez rozpoczął w klubie Alianza Lima. W 1971 roku zadebiutował w jego barwach w peruwiańskiej Primera División i stał się jego podstawowym zawodnikiem. W 1975 roku osiągnął z Alianzą swój pierwszy sukces w karierze, gdy wywalczył mistrzostwo Peru. W 1977 i 1978 roku ponownie zostawał mistrzem kraju. W Alianzie grał do 1978 roku.
Na początku 1979 roku Velásquez został piłkarzem kolumbijskiego Independiente Medellín. Grał tam przez rok i w 1980 roku trafił do kanadyjskiego Toronto Blizzard, ale grającego w amerykańskiej lidze NASL. W 1982 roku wrócił do Independiente, a w 1983 roku ponownie grał w Alianzie Lima.
Latem 1984 roku Velásquez odszedł do Hérculesa Alicante. W Primera División zadebiutował 12 września 1984 w wygranym 1:0 wyjazdowym spotkaniu z Realem Saragossa. W lidze hiszpańskiej rozegrał 12 spotkań. W 1986 roku powrócił do Peru i grał w Deportes Iquique, w którym zakończył karierę.

## Kariera reprezentacyjna
W reprezentacji Peru Velásquez zadebiutował 29 marca 1972 roku w zremisowanym 1:1 towarzyskim meczu z Kolumbią. W 1978 roku był podstawowym zawodnikiem Peru na Mistrzostwach Świata w Argentynie. Wystąpił na nich w 5 spotkaniach: ze Szkocją (3:1), z Holandią (0:0), z Iranem (4:1 i gol w 2. minucie), z Brazylią (0:3) i z Argentyną (0:6). W 1982 roku został powołany przez selekcjonera Tima do kadry na Mistrzostwa Świata w Hiszpanii. Tam także był członkiem podstawowej jedenastki Peru i zagrał w 3 meczach: z Kamerunem (0:0), z Włochami (1:1) i z Polską (1:5). W swojej karierze zagrał także na Copa América 1975 (wywalczył wówczas mistrzostwo kontynentu), 1979 i 1983. Od 1972 do 1985 roku rozegrał w kadrze narodowej 82 mecze i strzelił 12 goli.